# روبرتو مانسیلا
روبرتو مانسیلا (انگلیسی: Roberto Mansilla؛ زادهٔ ۳۱ ژوئیهٔ ۱۹۸۱) بازیکن فوتبال اهل اسپانیا است.
از باشگاه‌هایی که در آن بازی کرده‌است می‌توان به باشگاه فوتبال کادیس اشاره کرد.